# Männer von Stahl
Männer von Stahl (Originaltitel: Men of Steel) ist ein US-amerikanisches Stummfilmdrama aus dem Jahr 1926 von George Archainbaud mit Milton Sills und Doris Kenyon in den Hauptrollen. Das Drehbuch basiert auf der Kurzgeschichte Union States Flavor von Ralph G. Kirk.

## Handlung
Der Bergarbeiter Jan Bokak, der mit Mary Berwick verlobt ist, wird des Mordes an ihrem Bruder Anton in der Nacht seiner Verlobung beschuldigt und nimmt die Schuld auf sich, um ihren anderen Bruder Alex zu retten. Jan entkommt den Behörden und macht sich auf den Weg zu den Stahlwerken von Cinder Pitt, wo er zu einem Anführer unter den Arbeitern wird und die Bewunderung von Pitt gewinnt, der schon lange versucht hat, sein Freund zu werden. Bestochene Unruhestifter versuchen, das Werk zu zerstören. Jan wird schwer verletzt, als er das Leben von Pitts Tochter Clare rettet. Pitt nimmt Jan mit zu sich nach Hause, damit er sich erholen kann, Jan und Clare verloben sich. 
Auf ihrem Sterbebett offenbart Marys Mutter, dass sie die entlaufene Frau von Cinder ist. Als Mary den Weg zum Haus der Pitts findet und Jan mit Clare sieht, beschuldigt sie ihn des Mordes. Im Werk beweist Jan auf dramatische Weise seine Unschuld und zwingt Pete Masarick zu einem Geständnis. Am Tag der Hochzeit wird Mary bei einem Autounfall verletzt und Jan beschließt, sie stattdessen zu heiraten, was den Zorn der Arbeiter auf sich zieht. Cinder erfährt von Marys Abstammung und beruhigt die Arbeiter, indem er ihnen versichert, dass Jan die Hälfte der Anteile an der Fabrik erhält.

## Hintergrund
Die Premiere des Films fand am 11. Juli 1926 in New York statt.

## Kritiken
Der Kritiker der The New York Times lobte, dass alle großartigen Utensilien eines Stahlwerks verwendet wurden, mit dem erfreulichen Ergebnis, diese faszinierende Industrie lebendig zu machen, ohne die Erzählung im Bild zu opfern. Das Thema gefalle den Produzenten so gut, dass sie zehn statt der üblichen sieben Rollen produzierten. In der Industrie gebe es keine malerischere Handlung als bei der Stahlherstellung, so groß seien die Einheiten, die durch den Einfallsreichtum von Menschen und Maschinen gehandhabt werden, so spektakulär seien einige der Prozesse.